# Herman te Riele
Hermanus Johannes Joseph te Riele, noto anche come H.J.J. te Riele (L'Aia, 5 gennaio 1947), è un matematico olandese, noto per i suoi lavori di carattere computazionale nel campo della teoria dei numeri.
Tra i suoi risultati vi sono la dimostrazione della correttezza della congettura di Riemann fino ai primi 1,5 miliardi di zeri non triviali della funzione zeta di Riemann (con Jan van de Lune e Dik Winter), la confutazione della congettura di Mertens (con Andrew Odlyzko) e la fattorizzazione di numeri naturali estremamente grandi.
Nel 1987 trovò un nuovo limite superiore per cui l'espressione  π (x) − Li (x) ha un valore positivo (vedi numero di Skewes).
Si laureò in ingegneria nel 1970 alla Università tecnica di Delft e nel 1976 ottenne una laurea in fisica matematica all'Università di Amsterdam.